# UEFAチャンピオンズリーグ 2016-17 決勝
UEFAチャンピオンズリーグ 2016-17 決勝は、UEFAチャンピオンズリーグ 2016-17の決勝戦であり、62回目のUEFAチャンピオンズリーグの決勝戦である。2017年6月3日にウェールズ・カーディフのミレニアム・スタジアムで行われ、レアル・マドリードが2年連続12回目の優勝を果たした。
レアル・マドリードはUEFAヨーロッパリーグ 2016-17王者と対戦する2017 UEFAスーパーカップの出場権の他、UEFAサッカー連盟を代表して、2017年12月にアラブ首長国連邦 (UAE)で開催される2017 FIFAクラブワールドカップの出場権を獲得した。

## 試合前

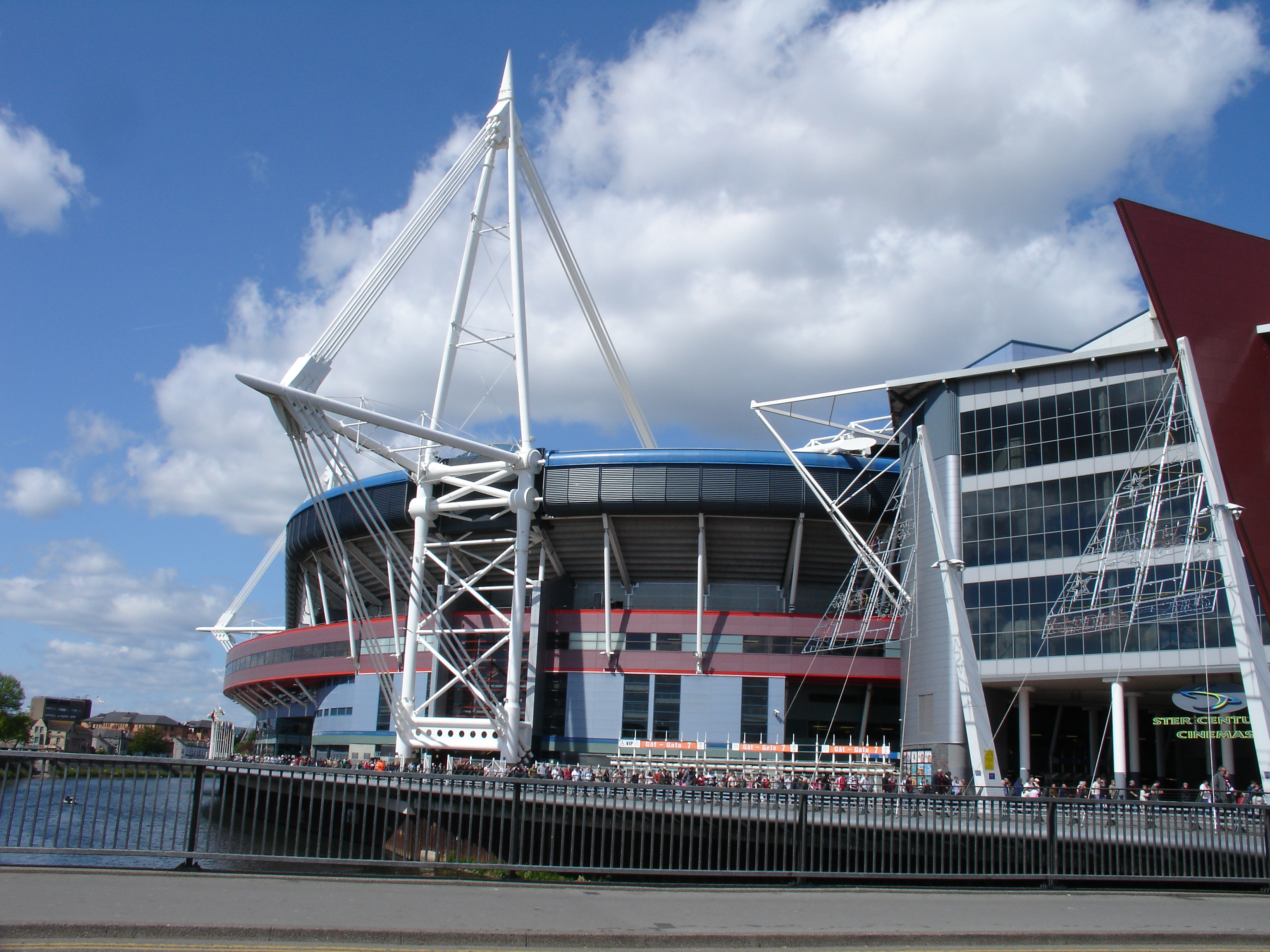
決勝戦が行われたミレニアム・スタジアム

ユヴェントスにとって、UEFAチャンピオンズカップ時代を含め9回目のUEFAチャンピオンズリーグの決勝戦である。前身のUEFAチャンピオンズカップ時代の1985年と1996年に優勝を経験している。
一方、前回覇者のレアル・マドリードは2大会連続通算15回目の決勝進出である。前身のUEFAチャンピオンズカップ時代を含めると史上最多の11回 (1956年～1960年、1966年、1998年、2000年、2002年、2014年、2016年)の優勝を経験しており、今大会で優勝を果たすと、最多記録の更新と同時にチャンピオンズリーグになってからの史上初の連覇を果たすことになる。
UEFAのコンペティションでの両チームの対戦は、18回あり、両チームが8勝2分と全くの互角となっている。なお、チャンピオンズリーグの決勝では先述した1998年に対戦しており、レアル・マドリードが1-0で勝利を収めている。

### 試合会場
2015年6月29日にチェコのプラハで開催されたUEFA理事会で、ミレニアム・スタジアムが決勝戦の会場に決定された。ミレニアム・スタジアムでの決勝戦の開催は初めての開催となる。
このスタジアムは、1999年にラグビーウェールズ代表とサッカーウェールズ代表のホームスタジアムとして開設され、ウェンブリー・スタジアムが改装中の2001年から2006年にかけての6年間は、FAカップ決勝の舞台にもなった。UEFA主催大会では7万4500人が収容可能であり、完全開閉式の屋根を持つ。

### アンバサダー
リヴァプールで1984年にチャンピオンズリーグ優勝を達成し、サッカーウェールズ代表通算73キャップを刻んだイアン・ラッシュが決勝戦の公式アンバサダーに任命された。

### チケット販売
全66,000枚のチケットのうち、41,500枚がファン・一般に対して販売される。決勝に進んだ2チームのファンにそれぞれ18,000枚ずつ割り当てられ、残りの5,500枚が一般の観客を対象に販売される。この一般チケットが2017年3月17日から3月28日まで販売された。チケットの販売価格は以下のとおり。なお、残りのチケットは地元の組織委員会、UEFA、各国サッカー協会、スポンサー、放送業者等に割り当てられる。
| カテゴリー                     | 販売価格  |
| ------------------------------ | --------- |
| カテゴリー1                    | 390ユーロ |
| カテゴリー2                    | 275ユーロ |
| カテゴリー3                    | 140ユーロ |
| カテゴリー4                    | 60ユーロ  |
| ユースパッケージ (カテゴリー2) | 120ユーロ |
| 車椅子席 (カテゴリー4)         | 60ユーロ  |

## 決勝戦までの道のり
註: 以下のすべての結果は、決勝戦進出2クラブの得点を前に表示している。
| チーム             | 試 | 勝 | 分 | 敗 | 得 | 失 | 差  | 点 |
| ------------------ | -- | -- | -- | -- | -- | -- | --- | -- |
| ユヴェントス       | 6  | 4  | 2  | 0  | 11 | 2  | +9  | 14 |
| セビージャ         | 6  | 3  | 2  | 1  | 7  | 3  | +4  | 11 |
| リヨン             | 6  | 2  | 2  | 2  | 5  | 3  | +2  | 8  |
| ディナモ・ザグレブ | 6  | 0  | 0  | 6  | 0  | 15 | -15 | 0  |

| チーム                 | 試 | 勝 | 分 | 敗 | 得 | 失 | 差  | 点 |
| ---------------------- | -- | -- | -- | -- | -- | -- | --- | -- |
| ボルシア・ドルトムント | 6  | 4  | 2  | 0  | 21 | 9  | +12 | 14 |
| レアル・マドリード     | 6  | 3  | 3  | 0  | 16 | 10 | +6  | 12 |
| レギア・ワルシャワ     | 6  | 1  | 1  | 4  | 9  | 24 | -15 | 4  |
| スポルディングCP       | 6  | 1  | 0  | 5  | 5  | 8  | -3  | 3  |

## 試合

### 概要
| 2017年6月3日 20:45 BST (UTC+1) |

| ユヴェントス        | 1 - 4    | レアル・マドリード                                      |
| マンジュキッチ 27分 | レポート | ロナウド 20分, 64分 · カゼミーロ 61分 · アセンシオ 90分 |

| ミレニアム・スタジアム, カーディフ 観客数: 65,842人 主審: フェリックス・ブリッヒ |

| ユヴェントス | レアル・マドリード |

| GK                           | 1  | ジャンルイジ・ブッフォン       |           |      |
| CB                           | 3  | ジョルジョ・キエッリーニ       |           |      |
| CB                           | 19 | レオナルド・ボヌッチ           |           |      |
| CB                           | 15 | アンドレア・バルツァッリ       |           | 66分 |
| RM                           | 23 | ダニエウ・アウヴェス           |           |      |
| CM                           | 6  | サミ・ケディラ                 |           |      |
| CM                           | 5  | ミラレム・ピャニッチ           | 66分      | 71分 |
| LM                           | 12 | アレックス・サンドロ           | 70分      |      |
| AM                           | 21 | パウロ・ディバラ               | 12分      | 78分 |
| CF                           | 17 | マリオ・マンジュキッチ         |           |      |
| CF                           | 9  | ゴンサロ・イグアイン           |           |      |
| サブメンバー                 |    |                                |           |      |
| GK                           | 25 | ネト                           |           |      |
| DF                           | 4  | メディ・ベナティア             |           |      |
| DF                           | 8  | クラウディオ・マルキジオ       |           | 71分 |
| DF                           | 26 | ステファン・リヒトシュタイナー |           |      |
| MF                           | 7  | フアン・クアドラード           | 72分 84分 | 66分 |
| MF                           | 18 | マリオ・レミナ                 |           | 78分 |
| MF                           | 22 | クワドォー・アサモア           |           |      |
| 監督                         |    |                                |           |      |
| マッシミリアーノ・アッレグリ |    |                                |           |      |

| GK                   | 1  | ケイロル・ナバス           |        |      |
| RB                   | 2  | ダニ・カルバハル           | 42分   |      |
| CB                   | 4  | セルヒオ・ラモス           | 31分   |      |
| CB                   | 5  | ラファエル・ヴァラン       |        |      |
| LB                   | 12 | マルセロ                   |        |      |
| DM                   | 14 | カゼミーロ                 |        |      |
| CM                   | 8  | トニ・クロース             | 53分   | 89分 |
| CM                   | 19 | ルカ・モドリッチ           |        |      |
| RF                   | 22 | イスコ                     |        | 82分 |
| CF                   | 9  | カリム・ベンゼマ           |        | 77分 |
| LF                   | 7  | クリスティアーノ・ロナウド |        |      |
| 控え                 |    |                            |        |      |
| GK                   | 13 | キコ・カシージャ           |        |      |
| DF                   | 6  | ナチョ                     |        |      |
| DF                   | 23 | ダニーロ                   |        |      |
| MF                   | 16 | マテオ・コヴァチッチ       |        |      |
| MF                   | 20 | マルコ・アセンシオ         | 90+1分 | 82分 |
| FW                   | 11 | ガレス・ベイル             | 77分   |      |
| FW                   | 21 | アルバロ・モラタ           | 89分   |      |
| 監督                 |    |                            |        |      |
| ジネディーヌ・ジダン |    |                            |        |      |

| 副審: マルク・ボルシュ シュテファン・ルップ 第4審判: ミロラド・マジッチ 追加副審: バスティアン・ダンケルト マルコ・フリッツ 副審控え: ラファエル・フォルティン | 試合ルール - 試合時間は90分。 - 90分終了後同点の場合、30分の延長戦が行われる。 - 120分終了後同点の場合、PK戦で勝敗が決定される。 - 控えは7名。 - 最大3人まで交代可能。 |

### 試合展開
スターティングメンバー
レアル・マドリードはクリスティアーノ・ロナウドとカリム・ベンゼマが2トップを組む4-3-1-2。トップ下にはイスコが配置され、開催地ウェールズが地元であるガレス・ベイルはベンチスタートとなった。一方ユヴェントスは3バックを採用する3-4-1-2が公式発表。本家BBCが揃い踏みしなかったレアルに対し、ユヴェントスはレオナルド・ボヌッチ、アンドレア・バルザーリ、ジョルジョ・キエッリーニの「イタリア版BBC」が揃い踏みするという形になった。
前半
公式発表では3-4-1-2だったユヴェントスだが、試合が開始するとマリオ・マンジュキッチが左サイドハーフ、アレックス・サンドロが左サイドバック、バルザーリが右サイドバックに移動して4-4-2の形になった。20分、レアルがカウンター攻撃からカルバハルのマイナスクロスをロナウドが右足ダイレクトで合わせて先制した。27分、ボヌッチの左サイドへのロングフィードをサンドロが折り返し、ゴンサロ・イグアインが胸トラップからマンジュキッチへボールを預けると、受けたマンジュキッチが2人に寄せられながら胸トラップし右足バイシクルシュート。これがゴール右隅に吸い込まれ同点に追い付いた。前半は1-1で終了した。
後半
立ち上がりからレアルは足の遅いユヴェントスDFバルザーリを狙い撃ちにし、左に速いボールを送って攻め始める。61分、トニ・クロースのシュートがクリアされたところに走り込んだカゼミーロがミドルシュートを撃つと、ボールはサミ・ケディラの足に当たって軌道が変わるとゴール左隅に決まり、レアルが勝ち越しに成功する。64分にはレアルが右サイドでボールを奪うと、ルカ・モドリッチのクロスにニアに走り込んだロナウドが合わせて追加点を挙げた。直後にフアン・クアドラードを投入して打開を図り、レアルもベイル、マルコ・アセンシオを投入した。クアドラードが84分に2枚目の警告を受け出場からわずか18分で退場となった。91分にアセンシオがゴールを挙げて4-1となり、試合が終了。レアル・マドリードがCL史上初、チャンピオンズ・カップ時代も含めると1989年・1990年のACミラン以来27年ぶりとなる大会2連覇を達成した。

### チーム別データ
|                | ユヴェントス | レアル・マドリード |
| -------------- | ------------ | ------------------ |
| 得点           | 1            | 1                  |
| シュート       | 8            | 5                  |
| 枠内シュート   | 4            | 1                  |
| GKセーブ       | 0            | 3                  |
| ボール支配率   | 45%          | 55%                |
| コーナーキック | 1            | 0                  |
| ファール       | 10           | 13                 |
| オフサイド     | 1            | 0                  |
| イエローカード | 1            | 2                  |
| レッドカード   | 0            | 0                  |

|                | ユヴェントス | レアル・マドリード |
| -------------- | ------------ | ------------------ |
| 得点           | 0            | 3                  |
| シュート       | 3            | 13                 |
| 枠内シュート   | 0            | 4                  |
| GKセーブ       | 1            | 0                  |
| ボール支配率   | 47%          | 53%                |
| コーナーキック | 0            | 1                  |
| ファール       | 13           | 5                  |
| オフサイド     | 2            | 1                  |
| イエローカード | 4            | 2                  |
| レッドカード   | 1            | 0                  |

|                | ユヴェントス | レアル・マドリード |
| -------------- | ------------ | ------------------ |
| 得点           | 1            | 4                  |
| シュート       | 11           | 18                 |
| 枠内シュート   | 4            | 5                  |
| GKセーブ       | 1            | 3                  |
| ボール支配率   | 46%          | 54%                |
| コーナーキック | 1            | 1                  |
| ファール       | 23           | 18                 |
| オフサイド     | 3            | 1                  |
| イエローカード | 5            | 4                  |
| レッドカード   | 1            | 0                  |

## 試合後
レアル・マドリードが、ユヴェントスに勝利して2大会連続12回目の優勝 (ドゥオ・デシマ)を達成し、自身が持つ大会最多優勝回数を更新し、UEFAチャンピオンズリーグになってからの初の連覇を成し遂げたチームとなった。チャンピオンズリーグ改称後では6回目の優勝となり、単独首位を走っている。またクリスティアーノ・ロナウドはクラレンス・セードルフ、アンドレス・イニエスタと並び、UEFAチャンピオンズリーグの決勝で4回出場して4回優勝を果たした3人目の選手となった。一方、敗れたユヴェントスは、単独最多の7回目 (チャンピオンズリーグ改称後では5回目)の準優勝を記録した。

## トリノでの事故
ユヴェントスファンがトリノのサンカルロ広場で観戦していたが、試合終了10分前頃に爆発音が発生、逃げ惑ったファンが押し寄せ、1500人以上が負傷し、その内3人が重体となった。

## 日本におけるテレビ中継
- スカサカ!

＜カーディフ・ミレニアム・スタジアム＞
- - 実況:野村明弘、解説:戸田和幸

＜スタジオ＞
- - 進行役:西岡明彦、ゲスト:福田正博
- スカパー!4K
  - 実況:下田恒幸、解説:水沼貴史
- フジテレビ系列

＜カーディフ・ミレニアム・スタジアム＞
- - 実況:青嶋達也、解説:清水秀彦

＜東京･フジテレビ＞
- - 進行役:ジョン・カビラ